# 女魔術師ポルガラ
『女魔術師ポルガラ』（おんなまじゅつしポルガラ、原題：Polgara the Sorceress）は、アメリカの作家・デイヴィッド&リー・エディングス（David & Leigh  Eddings）によって1997年に書かれたファンタジー小説。日本語訳は早川書房（ハヤカワ文庫FT）より発行されており、その際に3冊に分冊された。
『ベルガリアード物語』『マロリオン物語』は2005年から2006年にかけて再発行された作品であるが、この作品は『魔術師ベルガラス』同様、新規で発行された作品である。

## ストーリー
『マロリオン物語』における《光と闇の最終決戦》から数年後。リヴァの女王セ・ネドラは、伝説の魔術師にして7000年の時を生きる『祖父』ベルガラスの自伝に数多くの事柄が抜けていることに憤慨し、夫であるリヴァ王ベルガリオンとともに冬の《アルダー谷》へ向かう。理由はただひとつ。ベルガラスの娘にして伝説の女魔術師のポルガラに、彼女の自伝を書いてもらうためだ。
最初は《甥》の妻の願いを拒んでいたポルガラだったが、母ポレドラの説得により、自らの人生を書き記すことにする。
胎内での成長と出生にまつわる出来事、魔術への覚醒と勉強の日々、双子の妹ベルダランとの愛と別れ、戦争の絶えない国家アレンディアの和平と女公爵としての生活、部下である騎士とのロマンス、そして、途絶えそうになったリヴァ王家の血脈の保護。父ベルガラスへの反抗、そして和解――。
3000年の長きにわたる彼女の人生が、ここに明かされる。

## タイトル
1. 運命の姉妹（ISBN 4-15-020399-7、2005年10月発行）
2. 貴婦人の薔薇（ISBN 4-15-020402-0、2005年11月発行）
3. 純白の梟（ISBN 4-15-020405-5、2005年12月発行）

## 主要な登場人物

### 現代（『マロリオン物語』以降）
ポルガラ（Polgara）
本作の主人公。伝説の女魔術師で、3000年以上の時を生きる永遠の25歳。現在は生まれ育った《アルダー谷》で夫のダーニクと1歳を迎えた双子と幸せな生活を送っているが、かつては世界の各地を旅し、和平のために政治に干渉したり、予言の成就のためにリヴァ王家の血筋を守ったりしてきた。本作ではそれまで語られなかった彼女の人生が振り返られる。
セ・ネドラ（Ce'Nedra）
西方大陸の北西部にある《風の島》にあるリヴァの王妃。ポルガラの遠い『甥』で『西方の大君主』ベルガリオンの妻。トルネドラ帝国の王女で、木の精霊ドリュアドでもある。義理の『祖父』ベルガラスの自伝の大雑把な出来具合と一緒に送られた手紙の内容に激怒し、冬の《アルダー谷》に夫とともにやって来る。ポルガラに自伝の製作を頼んだ張本人。
ベルガリオン（Belgarion）
ポルガラの遠い甥。『西方の大君主』にして『西方諸国の盟主』にしてリヴァの国王。《アルダーの珠》の守護者であり、かつては《神をほふる者》でもあった。かつては《光と闇の対決》に2度立ち会った《光の子》であったが、今はその役目を終え、一国の良き王として、一男一女の良き父親として人生を謳歌している。本作では妻に付き合う形で《谷》を訪れており、出発の際、それまでの彼が見せなかった一面を見せている。　
ダーニク（Durnik）
ポルガラの夫。センダリア人。鍛冶屋兼魔術師。アルダー神の最も新しい弟子にして最後の弟子。実直主義で礼儀正しい《センダリアの善人》。『ベルガリアード物語』終盤で一度絶命した【二つの命を持つ男】。現在は妻とともに双子の面倒を見ながら、自宅の増改築に執心している。
ポレドラ（Poledra）
ポルガラの母であり、魔術師ベルガラスの妻でもある女性。正体は蒼い光を発する雌の狼。『マロリオン物語』では【見張り女】としての使命を果たすため、己の肉体を引き換えに長いこと夫や娘たちを助けてきた事実が明かされる。すべてが終わった今は、新しき神エリオンドの恩情により、夫ベルガラスと悠々自適の生活を送っている。狼らしい飄々とした性格の持ち主で、物事を達観している節があるが、他人に丸め込まれやすいところがあり、今回はセ・ネドラに丸め込まれてしまう。この作品で彼女の正体も明らかになる。
ベルガラス（Belgarath）
ポルガラの父であり、【永遠なる愛される者】と予言に称される伝説の魔術師。7000年以上の時を生きている。変身するときは狼の姿を好む。梟神アルダーの一番弟子であり、娘同様、予言の成就のために動き、将来、予言に関わる者が出る一族や国家の動静を仲間の魔術師とともに守り続けてきた。現在は妻ポレドラとともに《アルダー谷》にある自身の塔で幸せをかみ締めながら暮らしている。『リヴァ王家の歴史書』にするには、あまりに穴の多すぎる彼の自伝が、ポルガラに自伝を書かせるきっかけの一部となる。
ゲラン（Geran）
ベルガリオンとセ・ネドラの息子。リヴァの皇太子で、エピローグに登場するときは7歳になっている。『マロリオン物語』で生後間もなく《闇の子》ザンドラマスに誘拐され、長く生活をともにしていた。そのときのトラウマがいまだ残っているものの、少しずつ回復しつつある。マロリオン物語でポレドラが助けた狼が友達で、ベッドでポルガラの自伝を母に読み聞かせてもらうのが大好き。
ベルダラン（Beldaran）
ベルガリオンとセ・ネドラの娘。リヴァの皇女でポルガラの双子の子供たちより数週間ほど年上。エピローグ登場時には4歳になっている。ドリュアドの血をひいている。
カイル（Kail）
リヴァの《番人》。『マロリオン物語』で暗殺されたブランドの次男。父の後を継ぎ、ベルガリオンの片腕として政務にいそしんでいる。長年《番人》が継承してきた『ブランド』の名を継承しなかった。

### 過去（《鉄拳》リヴァ逝去まで）
ベルダラン（Beldaran、2001年 - 2038年）
ポルガラの双子の妹。《アルダーの珠》の守護者《鉄拳》リヴァの妻にして《風の島》リヴァの王妃。金髪の美女で誰からも愛される存在。ポルガラとの精神的なつながりが大変深い。リヴァとの間に息子ダランをもうけるが、40代を迎える前に夭折。
カミオン（Kamion、生没年不明）
リヴァの貴族で、ポルガラの初恋の男性。のちに《ブランド卿》と名乗り、リヴァの没後、ポルガラとともにダランを支えていく。
ダラン（Daran、2018年 - ?）
リヴァの2代目国王。《鉄拳》リヴァとベルダランの一粒種。弱冠20歳で父の摂政としてポルガラやカミオンとともにリヴァの政治を担う。
《鉄拳》リヴァ（Riva Iron-grip、1982年 - 2045年）
リヴァ王国の初代国王にしてベルダランの夫。ベルガラスとともに邪神トラクから《アルダーの珠》を取り返したチェレク王の三男。《珠》奪還の旅に父や兄たちに付き添う。その純粋な心根から唯一《珠》から拒絶されなかった若者で、ベルガラスから一族ともども《珠の守護者》となる使命を担う。ベルダランの没後から気力が衰えはじめ、政治の一切を息子のダランに任せていた。のちに3代目国王となるチェレクの誕生を見届けて逝去。
アレル（Arell、生没年不明）
リヴァ在住の仕立て屋。産婆も兼ねている、気前の良い女性。婚礼の式に臨むポルガラとベルダランの衣装をつくり、ポルガラにお産を教えた。
アルガク（Argak、生没年不明）
リヴァ在住の薬学医。アレルの生徒のひとり。気難しいが薬草に関する知識は豊富。ポルガラに薬草医学を教えた。
サルハイム（Salheim、生没年不明）
リヴァ在住の整骨医。アレルの生徒のひとり。本業は鍛冶屋。ぶっきらぼうな性格の巨漢だが、腕は良い。ポルガラに整骨術を教えた。
バルテン（Balten、生没年不明）
リヴァ在住の外科医。アレルの生徒のひとり。本業は床屋。ポルガラに外科学を教えた。
ルアナ（Luana、生没年不明）
ダリネの予言者ボーミクの娘。父から予言を引き出す術を知っている。斜視を患っている。
白痴の男（生没年不明）
ドラスニアのムリンに住む男。本名は誰も知らない。無口で獣のような男だったが、数年前から《光の子》に関する予言を突発的に喋るようになった。神殿に鎖でつながれている。
《猪首》ドラス（Dras Bull-neck、1978年 - ?）
《熊の背》チェレクの長男。ドラスニアの初代国王。ポルガラに告白する。
《俊足》アルガー（Algar Fleet-foot、1980～?）
《熊の背》チェレクの次男。アルガリアの初代国王。兄同様、ポルガラに求愛する。
アンラク（Anrak、生没年不明）
リヴァのいとこ。海に生きる男。ポルガラは最初、彼に敵意を持っていた。

### 過去（ボー・ワーキューン滞在時代）
オントローズ（Ontrose、2910年? - 2943年）
エラト女公爵時代のポルガラの騎士にして側近。ポルガラが本気で愛した男性。ハンサムかつ学者肌で機知に富んだワキューン人の貴族。生涯をかけてポルガラを、ボー・ワキューンを護り、愛した。
キレーン（Killane、2280?年 - 2354年）
エラト女公爵になる前からのポルガラの忠実な。本来の職業は大工。何でもそつなく器用にこなす、ワキューン訛りを喋る頭の良い男。生涯ポルガラに仕え、彼の死後も彼の家族や子孫がポルガラに仕えることとなる。
マロン・キレーンソン（Malon Killaneson、?年 - 2944年）
ポルガラの執事。キレーンの弟の直系の子孫。有能で現実的で協力をいとわぬ気持ちを掻き立てる独特の雰囲気を持つ、ワキューン訛りを喋る男。大伯父キレーンにそっくりである。
アスラナ（Asrana、? - 2327年）
ポルガラの生涯無二の親友。アスター人の伯爵令嬢。はねっかえりで機転が利き、やがて政局を動かすことの面白さに目覚めていく。のちにボー・マンドール男爵マンドリンと結婚。
カサンドリオン（Kathandrion、? - 2327年）
アレンディアの一国ボー・ワキューンの公爵。
マンガラン（Mangaran、? - 2325年）
アレンディアの一国ボー・アスターの伯爵。公爵オルドラン（Oldoran）の側近だった。
コロリン（Corrolin、? - 2330年）
アレンディアの一国ボー・ミンブル（Vo Mimbre）の公爵。
ラザン（Lathan、? - 2943年）
オントローズの友。ボー・ワキューンの男爵。祖国を裏切った。
ラン・ホープ2世（Ran Horb II、生没年不明）
トルネドラ帝国皇帝。大街道の創設に尽力し、センダリア王国を樹立した。

### 過去（リヴァ王家一族暗殺事件以降）

#### リヴァ王家の子孫たち
ゴレク（Gorek、? - 4002年）
リヴァ王。ニーサの女王サルミスラの放った刺客の手で一族ともども殺害された。
ゲラン（Geran、? - 4066年）
ゴレクの孫。祖父をはじめ次々と家族が殺されるなか、唯一生き延びた少年。ポルガラは彼の子孫を生涯護っていくこととなる。
デイヴォン（Davon、4013年 - 4080年）
ゲランの息子。
アルテン（Alten、4041年 - 4080年）
デイヴォンの息子。
ゲラン（Geran、4071年 - ?）
アルテンの息子。妻（名前不明）との間に長男と4人の娘（いずれも名前不明）をもうける。息子は大工に奉公する。
※以後、数百年にわたって、ポルガラとゲランの子孫はセンダリアの各地を点々とする。
ダリオン（Darion、生没年不明）
ゲランの子孫。ポルガラとともにセンダリアの町サルターンに住んでいたが、リヴァ王家の子孫を滅ぼさんとするマーゴ人に居場所が特定されてしまう。
ケラン（Khelan、4416年 - ?）
ダリオンの息子。転居したドラスニアのコトゥで産まれた。
※4500年にポルガラとリヴァ王家の子孫はドラスニアのボクトールに、4570年にチェレクのヴァル・アローンに移り住んだ。
ダリエル（Dariel、生没年不明）
リヴァ王家の子孫。チェレクの発明家。
※以後200年間、ポルガラとリヴァ王家の子孫はチェレクで暮らす。が、4750年にアルガリアへ移り住むこととなる。
ガリエル（Gariel、生没年不明）
リヴァ王家の子孫。
ダラン（Daran、4756年 - ?）
ガリエルの息子。
ゲラン（Geran、4779年 - ?）
ダランの息子。
ダレル（Darel、4801年 - 4851年）
ゲランの息子。ポルガラとともにセンダリアのアルダーフォードに移住する。
ガレル（Garel、4841年 - 4867年）
ダレルの息子。父の死にともない、ポルガラと母アダナに伴われてアルガリアに移住する。
ゲレイン（Gelane、4861年 - 4902年）
ガレルの息子。幼いうちに父・ガレルを亡くしたため6歳にして自分の素性をポルガラに教えられる。このことがきっかけで彼は移住したセンダリアの町セリネで大事件を引き起こすことになる。
ガレル（Garel、4899年 - ?）
ゲレインの息子。ゲレインがセリネで大事件を起こしたあと引っ越したチェレクの町エンガードで産まれる。
ダリオン（Darion、生没年不明）
ガレルの息子。13人の兄弟姉妹の長男。
※以後、数世紀近くもの間、ポルガラとリヴァ王朝の子孫たちはエンガードで暮らし続ける。それは5250年まで続いた。
ゲラン（Geran、生没年不明）
5250年現在のリヴァ王族の後継者。
ダリオン（Darion、? - 5334年）
ゲランの息子。老衰の一歩手前の父ゲランを残し、妻子とともにメダリアの町に移住する。
ダレル（Darral、5290? - 5349年）
ゲランの息子。妻子とともにアルガリアの国境付近にある村アナスへ移住する。しかし、チャンダーの魔術により仕事場の石切り場で滑落死させられてしまう。
ゲラン（Geran、5329年 - 5355年）
ダレルの息子。息子の誕生の後、妻のイルデラ（Ildera）ともどもチャンダーに家ごと焼き払われる。
ガリオン（Garion, 5355年 - ）
のちのベルガリオン。《神をほふる者》。エラスタイドの日に生まれ、火事で唯一生き残った彼はポルガラとともにセンダリアのファルドー農園で暮らすことになる。その後の人生は『ベルガリアード物語』、『マロリオン物語』で描かれる。

#### ポルガラに関係する人物
ブランド（Brand、生没年不明）
リヴァの《番人》。唯一の王族の生き残りであるゲランの命を護るため、彼をポルガラに託す。
※歴代のリヴァの《番人》はブランドを名乗ることが慣例となっており、のちに登場するブランドとは別人である。
ハッタン（Hattan、? - 4041年）
アルガリア人。牛の売り買いで生計を立てる商人。寡黙な男だが、ポルガラの良き理解者で、将来のためのアドバイスもする。娘のエルデラはゲランの妻になる。
チョ・ラム（Cho-Ram、生没年不明）
アルガリアの族長。父を心臓発作で失ったガレルと母アダナを家族として受け入れ、トラクの侵略を阻止するべく他の西方諸国の軍勢とともに戦う。
ブランド（Brand、生没年不明）
リヴァの番人。予言によると、《闇の子》トラクによる侵攻（＝『ボー・ミンブルの戦い』、4850年 - 4875年）で、彼と《光と闇の対決》を行う運命にある《光の子》。
ゴリム（Gorim、生没年不明）
地下国家ウルゴランドの統治者。ポルガラとベルガラスがトラクの襲来に備えるよう彼に警告した。
歴代のウルゴランドの統治者は《ゴリム》と名乗ることが慣例となっている。
ワイルダンター（Wildantor、生没年不明）
アスター人の男爵。『ボー・ミンブルの戦い』におけるアスター人の射手のリーダー格。『ベルガリアード物語』の《弓師》レルドリンの祖先。ボー・マンドール男爵と友情関係を築く。
ボー・マンドール男爵（Vo Mandor、生没年不明）
ミンブル人の男爵。『ボー・ミンブルの戦い』におけるミンブル騎士団のリーダー格。ポルガラの親友アスラナの子孫にして、マンドラレンの先祖。ワイルダンター男爵との友情に目覚める。
マヤセラーナ（Mayaserana、4858? - ）
ボー・アスター公爵エルダランの娘。のちにコロダリンとともにアレンディアに平和をもたらす。
コロダリン（Korodullin、4858? - ）
ボー・ミンブル公爵アルドリゲンの息子。のちにマヤセラーナとともにアスター人とミンブル人の争いに終止符を打つことになる。
エルダラン（Elladan、生没年不明）
ボー・アスター公爵。しぶしぶアスターとミンブルの休戦協定を受け入れることに。
アルドリゲン（Aldorigen、生没年不明）
ボー・ミンブル公爵。彼もまた休戦協定を受け入れることに。
ラン・ボルーン（Ran Borune、生没年不明）
トルネドラ帝国皇帝。ボー・ミンブルの戦いにてポルガラに協力を申し出る。
セルラン（生没年不明）
トルネドラの軍人。帝国軍参謀長でありボー・ミンブルの戦いにおけるトルネドラ軍団の総司令官。謹厳実直に軍務を遂行する有能でプロフェッショナルな軍人であり、人物評価が辛口なポルガラをして「戦術の天才」と言わしめたほどの人物。
ヘター（Hettar、5337年 - ）
アルガリアの族長チョ・ハグの養子。『ベルガリアード物語』では《馬の首長》と呼ばれる。両親をマーゴ人に殺されたことから彼らに深い憎悪を抱いている。8歳前後の彼に会ったとき、ポルガラはそんな彼を心から警戒する。
ケルダー（Kheldar、5335年 - ）
ドラスニアの王子。のちに《シルク》というあだ名を持つようになり、『ベルガリアード物語』では《案内人》の役割をつとめる。ポルガラが父とともにボクトールを訪れた際、チャーミングで礼儀正しい当時10歳の彼をたいそう気に入る。
バラク（Barak、5336年 - ）
のちのチェレク王アンヘグのいとこ。『ベルガリアード物語』では《恐ろしい熊》と呼ばれる。9歳前後のとき、ポルガラはアンヘグとともに彼と出会う。そのとき、彼女は《鉄拳》リヴァのいとこ・アンラクの姿を彼らに見出す。
ヤーブレック（Yarblek、? - ）
ガール・オグ・ナドラクに住む、のちに『予言』に関わってくる存在のうちのひとり。当時15歳前後だったが、幼少の頃から酒と人殺しに馴染んできた札付きの不良。
ドロスタ・レク・タン（Drosta lek Thun、? - ）
ガール・オグ・ナドラクの国王。当時20歳前後で即位してからそれほど経っていない。
ファルドー（Faldor、? - ）
孤児になったガリオンを育てるため、ポルガラが選んだ隠れ先の農園の主。敬虔な人物で、使用人を精神的・肉体的に満足させることが義務だと感じている馬面の男。ポルガラはこの農園の料理長になる。

### 過去に共通する敵
ゼダー
かつてベルガラスと同じくアルダー神の弟子であったが裏切り、トラクの弟子になる。ボー・ミンブルの戦いでトラクの側近としてアンガラク軍に指示を与える。
ウルヴォン
ゼダー、クトゥーチクに並ぶ『トラク三大弟子』のひとり。トラクの西方大陸遠征の際、クトゥーチクとともにクトル・マーゴスから攻め入る。
クトゥーチク（Ctuchik）
トラク直属の弟子のひとり。ボー・ミンブルの戦いでトラクが敗れてからも、ニーサの女王サルミスラをたぶらかしたり部下のチャンダーを使ってリヴァ王家の血筋を途絶えさせようとしたりと、裏で暗躍する。
アシャラク（Asharak、本名はチャンダー（Chamdar））
ボー・ミンブルの戦いが終わったのち、ポルガラとリヴァ王家の一族を探し続けていた。アナスでやっとリヴァ王家の一族を抹殺したと思っていた。

### 神
アルダー（Aldur）
人間を創造した神の中で、唯一自身の民を持たなかった神。兄弟のなかでは最年長である。民を持つ代わりに《言葉》と《意志》の力を若者たちに教え、ベルガラスをはじめとする魔術師を育て上げた。ポルガラもまた、彼の弟子の一人である。
また、自分たちの創造物の研究に没頭するなか、川原の石を転がし、光の運命を秘めた《アルダーの珠》を創造した。
ベラー（Belar）
アローン人の神。シンボルとなる動物は熊。兄弟のなかで最も若い。兄アルダーと結託してトラクから《アルダーの珠》を奪還すべく、民を治めていた王族にトラクのいるマロリーに行くよう命じた。のちに《アルダーの珠》の守護者となったリヴァ王国の祖《鉄拳》リヴァのために、空からふたつの星を降らせた。リヴァはこの星で巨大な剣を作り、柄頭に《アルダーの珠》をはめこんだ。
※アローン人はのちに、リヴァ人・チェレク人・ドラスニア人・アルガリア人に分化する。
チャルダン（Chaldan）
アレンド人の神。シンボルとなる動物は雄牛。
※アレンド人はのちに、アスター人・ミンブル人・ワキューン人に分化し、民族紛争が激しくなる。
イサ（Issa）
ニーサ人の神。シンボルとなる動物は蛇。非常に怠惰な性格で、長いこと眠り続けている。
ネドラ（Nedra）
トルネドラ人の神。シンボルとなる動物は獅子。強欲な性格の持ち主。自身の民がマラゴー人を虐殺したことを知った彼は、罰として豪商たちを修道士にし、彼らにマラゴー人の魂を慰め、無事に昇天させる使命を与えた。
マラ（Mara）
マラゴー人の神。兄弟ネドラの民・トルネドラ人によって自身の民が滅ぼされたことを嘆き、民を助けなかった父ベルガラスを叱責する。民の亡霊たちの亡骸を抱いて慟哭している。
トラク（Torak）
アンガラク人の神。シンボルとなる動物は竜。長く続く《光と闇の対決》におけるほとんどのケースで【闇の子】として君臨し、『アンガラクの竜神』『隻眼の邪神』と人間から恐れられている。兄アルダーから《アルダーの珠》を盗み、それを取り戻すべく兄弟や彼らが率いる人間と戦争を起こした際、《アルダーの珠》を天にかかげ、大陸を東と西に二分した。その結果、《珠》が発した炎により、《珠》をかかげ持っていた左腕と顔の左半分を火傷で激しく損傷し、《珠》を見つめていた左目を失った。
※のちにアンガラク人はマロリー人・ナドラク人・タール人・マーゴ人に分けられた。
ウル（UL）
神々の父。ウルゴ人の神。世界の創造に唯一加わらなかった。ゴリムという男の長時間にわたる祈りと忍耐に心を動かされ、息子たちから見捨てられた人間の一部の神になった。双子の妹ベルダランの死の間際にその姿を現した。